# Nepenthes pervillei
Nepenthes pervillei je jedina biljka vrča pronađena na Sejšelima, gdje je endemična za otoke Mahé i Silhouette. Raste u stjenovitim područjima u blizini granitnih planinskih vrhova, a korijenje mu seže duboko u pukotine stijena. Vrsta ima nadmorsku visinu od 350-750 m m nadmorske visine. Kao i svi članovi roda, N. pervillei je dvodomna, ima odvojene muške i ženske biljke.
U vrčevima N. pervillei pronađena je grinja Creutzeria seychellensis.
Nazvana je prema Augusteu Pervilléu, francuskom sakupljaču biljaka.

## Taksonomija
Vrsta je izvorno opisana kao Nepenthes pervillei 1852., ali je kasnije stavljena u monotipski rod Anurosperma kao Anurosperma pervillei, na temelju morfologije njezinih sjemenki, koje se razlikuju od bliskog srodnika N. madagascariensis (i ostalih članova Nepenthesa) u da im nedostaju 'repovi' karakteristični za ostatak roda. Međutim, novija taksonomska baza podataka Jana Schlauera svrstava Anurospermu natrag u Nepenthes.
Dugo smatran jednom od "primitivnijih" vrsta Nepenthesa, novija molekularna filogenija dosljedno je stavljala N. pervillei u bazalnom položaju unutar roda.

## Galerija
- Izdanci koji nose zrele vrčeve
- Cvat
- Uhvaćeni kukci

## Daljnje čitanje
- Bauer, U., C.J. Clemente, T. Renner & W. Federle 2012. Form follows function: morphological diversification and alternative trapping strategies in carnivorous Nepenthes pitcher plants. Journal of Evolutionary Biology 25(1): 90–102. DOI:10.1111/j.1420-9101.2011.02406.x
- (fr.) Blondeau, G. 2001. Nepenthes Pervillei. In: Les Plantes Carnivores. De Vecchi, Paris. pp. 71–72.
- Fashing, N.J. 2010. Two novel adaptations for dispersal in the mite family Histiostomatidae (Astigmata) (PDF) In: M.W. Sabelis & J. Bruin (eds.) Trends in Acarology: Proceedings of the 12th International Congress. Springer Science, Dordrecht. pp. 81–84. DOI:10.1007/978-90-481-9837-5
- Hartmeyer, S. 1993. Nepenthes pervillei: travel report to accompany the new CP-video (PDF) Carnivorous Plant Newsletter 22(3): 65–70.
- Jean, S.M. 2015. Less than 1,000 meat-eating plants found on Seychelles, report says. Seychelles News Agency, 27 December 2015.
- Kitching, R.L. 2000. Food Webs and Container Habitats: The natural history and ecology of phytotelmata. Cambridge University Press, Cambridge.
- Kitching, R.L. & C.J. Schofield 1986. Every pitcher tells a story. New Scientist 109(1492): 48–50.
- Malcomber, S.T. 1989. A survey of the Nepenthes pervillei communities in the Seychelles September 1989. [Sine nomine, sine loco.]
- (indonezijski) Mansur, M. 2001. Koleksi Nepenthes di Herbarium Bogoriense: prospeknya sebagai tanaman hias (PDF). Inačica izvorne stranice (PDF) arhivirana 19. ožujka 2012. In: Prosiding Seminar Hari Cinta Puspa dan Satwa Nasional. Lembaga Ilmu Pengetahuan Indonesia, Bogor. pp. 244–253.
- Redwood, G.N. & J.C. Bowling 1990. Micropropagation of Nepenthes species. Botanic Gardens Micropropagation News 1(2): 19–20.
- (njem.) Schmid-Hollinger, R. N.d. Nepenthes pervillei: Blütenbau  Arhivirana inačica izvorne stranice od 4. ožujka 2016. (Wayback Machine). bio-schmidhol.ch.
- (njem.) Schmid-Hollinger, R. N.d. Nepenthaceae: Axile oder parietale Placentation?  Arhivirana inačica izvorne stranice od 23. rujna 2015. (Wayback Machine) bio-schmidhol.ch.
- (njem.) Schmid-Hollinger, R. N.d. Kannendeckel (lid)  Arhivirana inačica izvorne stranice od 6. prosinca 2013. (Wayback Machine). bio-schmidhol.ch.
- Nepenthes pervillei and the Seychelles Odyssey by Colin Clayton of Triffid Park. Triffid Park.